# Cumaribo
Cumaribo est une municipalité située dans le département de Vichada, en Colombie. C'est la municipalité la plus vaste de Colombie avec une superficie supérieure à celle de la Lettonie.

## Géographie

### Localisation
| Santa Rosalía           | La Primavera   | Puerto Carreño |
| Puerto Gaitán Mapiripán | Cumaribo       | Venezuela      |
| San José del Guaviare   | Barranco Minas | Inírida        |

### Géologie et relief
Cumaribo est située dans les Llanos colombiens.
- Structure du Vichada : Un cratère d'impact présumé a été découvert en 2004 sur le territoire de Cumaribo. S'il venait à être confirmé, il prendrait alors le titre de plus grand cratère d'impact d'Amérique du Sud.

### Hydrographie

#### Rivières
Quatre rivières principales traversent la municipalité d'ouest en est. Ce sont toutes des affluents de l'Orénoque. Ces rivières sont, du nord au sud :
- le río Tomo, qui marque la frontière nord de la municipalité ;
- le río Tuparro, qui traverse la moitié est de la municipalité ;
- le río Vichada, qui traverse toute la municipalité ;
- le río Guaviare, qui marque la frontière sud de la municipalité.

L'Orénoque lui-même marque la frontière est de la municipalité avec le Venezuela.

#### Lacs
- Laguna Rompida

### Climat
Cumaribo bénéficie d'un climat tropical.
Température moyenne la plus basse : au mois de juin avec 24,8 °C.
Température moyenne la plus haute : au mois de février avec 27,4 °C.

### Voies de communication et transports

#### Voies routières
Les routes ne sont praticables qu'entre mi-décembre et fin-mars.
La route principale part vers Puerto Gaitán puis Villavicencio. Temps estimé jusqu'à Bogota : 16 heures.

#### Voies fluviales
Le río Vichada est navigable toute l'année jusqu'à Santa Rita où l'on rejoint alors l'Orénoque.

#### Voies aériennes
Aéroport national de Cumaribo : 2 lignes vers :
- Villavicencio : 2 heures de vol, 6 jours par semaine ;
- Puerto Carreño : 1 jour par semaine[2].

## Histoire
Cumaribo est fondée en 1959 par Nicolino Mattar et érigée en municipalité le 22 novembre 1996.
En décembre 2012, le maire est destitué pour irrégularités, avec interdiction d'exercer une fonction ou charge publique durant 10 ans.

## Politique et administration

### Liste des maires
- Arnulfo Romero : maire destitué le 21 novembre 2012

## Population et société

### Démographie
La population de Cumaribo est en 2005 de 28 718 habitants, auxquelles il faut rajouter une estimation de 19,63 % supplémentaire, du fait des difficultés de recensement du territoire, soit au total 34 355.
L'estimation 2012 compte 40 455 habitants : 3 286 dans le chef-lieu et 37 169 en zone rurale.

#### Données démographiques
Ces données sont issues du recensement de 2005.
- Répartition par sexe : 14 852 hommes / 13 866 femmes
- Taux brut de natalité : 0,12 %
- Taux brut de mortalité : 0,4 %
- Taux de croissance : 0,8 %
- Espérance de vie à la naissance : 65 ans (hommes) / 70 ans (femmes)
- Population déplacée (arrivée sur la commune en 2005) : 68

## Culture locale et patrimoine

### Patrimoine naturel
- Parc national naturel El Tuparro